# (11445) Fedotov
(11445) Fedotov (1978 SC7) – planetoida z pasa głównego asteroid okrążająca Słońce w ciągu 4,3 lat w średniej odległości 2,64 j.a. Odkryta 26 września 1978 roku.